# Laurie Antonioli
Laurie Antonioli (Contea di Marin, 9 marzo 1958) è una cantautrice statunitense.
All'età di sedici anni, nei primi anni '70, anni iniziò a suonare la chitarra ed a scrivere canzoni ispirata dai cantautori più influenti dell'epoca, in particolare Joni Mitchell. Si appassionò al jazz ascoltando i 78 giri appartenuti a sua nonna, di Nellie Lutcher la pianista e cantante jazz che aveva riscosso numerosi successi R&B a metà degli anni '40. In seguito le sue ricerche la condussero a Billie Holiday, che fu ispirata a cantare standard e a improvvisare.
Laurie studiò per due anni al pionieristico programma di canto jazz del Mt. Hood Community College di Portland, Oregon. Iniziò ad assorbire le registrazioni di Charlie Parker, Dizzy Gillespie, Miles Davis, John Coltrane e Lee Morgan, e ascoltando di persona la cantante Nancy King. All'età di 20 anni, Tornata nella San Francisco Bay Area, ebbe l'opportunità di mettere a frutto le sue doti scat, quando Mark Murphy iniziò a invitarla a partecipare al suo concerto settimanale in un locale musicale di Tiburon.
Nel 1975 vinse l'American Songwriters Contest per studenti delle scuole superiori. Studiò jazz al Mt. Hood Community College di Portland in Oregon e alla California State University di Long Beach. Tra i suoi insegnanti privati c'erano Mark Murphy e Joe Henderson.
Antonioli registrò il suo album di debutto nel 1985, un'incantevole sessione in duo con il grande pianista George Cables. Per tutto il decennio, fu una delle cantanti più in vista della regione, si esibiva regolarmente con Bobby McFerrin e suonava con Tete Montoliu, Jon Hendricks e Cedar Walton. Strinse un legame particolarmente stretto con Joe Henderson, un rapporto creativo che durò circa due decenni fino alla sua morte nel 2001.

## Discografia
- Soul Eyes (Catero, 1985)
- The Duo Session con Richie Beirach (Nabel, 2005)
- Foreign Affair (Nabel, 2005)
- American Dreams (Intrinsic Music, 2010)
- Songs of Shadow, Songs of Light: The Music of Joni Mitchell (Origin, 2014)
- Varuna (Origin, 2015)
- The Constant Passage of Time (Origin, 2018)